# 蒙西雷涅
蒙西雷涅（法語：Monsireigne，法語發音：[mɔ̃siʁɛɲ]）是法国卢瓦尔河地区大区旺代省的一个市镇，位于该省东部，属于丰特奈勒孔特区。

## 地理
蒙西雷涅（46°44'42"N, 0°56'53"W）面积20.5 平方千米，位于法国卢瓦尔河地区大区旺代省，该省份为法国西部沿海省份，北起大西洋卢瓦尔省和曼恩-卢瓦尔省，西临大西洋，南至滨海夏朗德省，东部及东南部与德塞夫勒省接壤。
与蒙西雷涅接壤的市镇（或旧市镇、城区）包括：勒布佩尔、沙瓦涅莱勒杜、拉梅耶赖蒂耶、圣普鲁昂、锡古尔奈。
蒙西雷涅的时区为UTC+01:00、UTC+02:00（夏令时）。

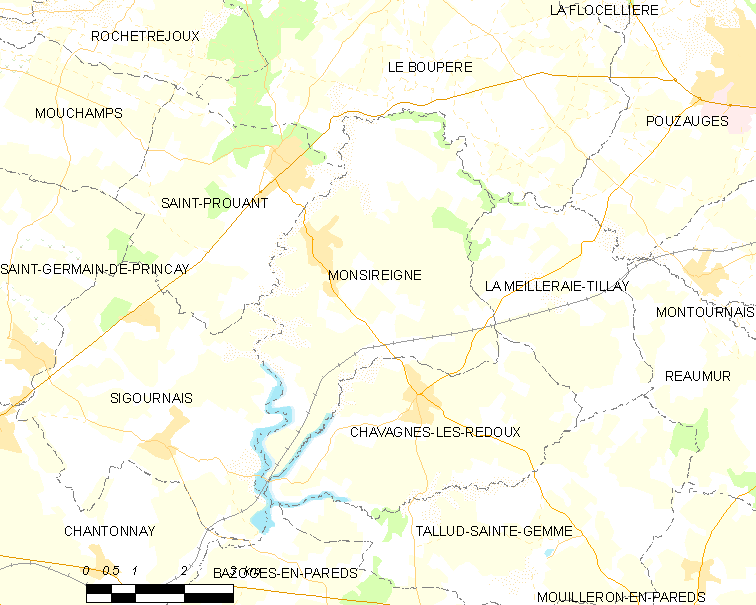
蒙西雷涅的OSM定位图

## 行政
蒙西雷涅的邮政编码为85110，INSEE市镇编码为85145。

## 政治
蒙西雷涅所属的省级选区为莱塞比耶县。

## 交通
旺代省省道D23线和D113线在蒙西雷涅市中心交汇。

## 人口

1962-2008年间蒙西雷涅人口变化图示

蒙西雷涅于2022年1月1日时的人口数量为989人。